# Актубек (Аягозский район)
Актубек (каз. Ақтүбек) — село в Аягозском районе Абайской области Казахстана. Входит в состав Акшийского сельского округа. Код КАТО — 633447200.

## Население
В 1999 году население села составляло 179 человек (99 мужчин и 80 женщин). По данным переписи 2009 года, в селе проживали 162 человека (86 мужчин и 76 женщин).